# Mamadou Soro
Pour les articles homonymes, voir Soro.
Mamadou Soro Nanga, né le 20 avril 1993 à Tioro (Côte d'Ivoire), est un footballeur ivoirien. Il évolue au poste d'avant-centre dans le club saoudien d'Al-Bukiryah (en).

## Biographie
Natif de Tioro, en Côte d'Ivoire, Mamadou entame sa carrière de footballeur en 2010 à l'âge de 17 ans à l'Olympic Sport d'Abobo (communément appelée OSA).

### AFAD Djékanou
En octobre 2012, il signe un contrat d'un an avec l'Académie de Foot Amadou Diallo, également connu sous le nom d'AFAD Djékanou. Il marque 10 buts en 18 apparitions lors de la Ligue 1 2012-2013, et aide son équipe à obtenir la deuxième place du championnat. Il participe également à la Ligue des champions de la CAF 2013. 
Il fait ses débuts en Ligue des champions de la CAF le 17 février 2013, avec une victoire 5-1 face à l'équipe sierra-léonaise du Diamond Stars FC,,. Plus tard, lors du premier tour des éliminatoires, il joue contre le Coton Sport FC, pour une défaite 2-1.

### RS Berkane
En 2013, il signe un contrat d'un an avec le club marocain de la RS Berkane. Il fait ses débuts en Botola Maroc Telecom le 25 août 2013, lors d'une défaite 1-0 contre le Moghreb Athlétic de Tétouan. Il marque son premier but le 30 août 2013, lors d'une victoire 1-0 sur l'Olympique Club de Safi. Il marque trois buts en 25 apparitions lors de la Botola 2013-2014.

### Le Mans FC (2017-2019)
Lors de l'été 2017, Soro signe un contrat avec le club français de Le Mans FC, équipe évoluant en National en 2018.
Le 2 juin 2019, il inscrit le but décisif qui envoie Le Mans en Ligue 2, grâce à une bicyclette inscrite à la dernière minute de jeu, lors du match retour de barrages face au Gazélec Ajaccio (score 2-0),.
En août 2019, Mamadou Soro quitte le club sarthois pour s'engager avec Al-Shoalah en Arabie saoudite.

## Statistiques
| Saison                | Club                  | Championnat           | Championnat | Championnat | Coupe nationale | Coupe nationale | Coupe de la Ligue | Coupe de la Ligue | Total | Total |
| Saison                | Club                  | Division              | M.          | B.          | M.              | B.              | M.                | B.                | M.    | B.    |
| 2011                  | Onze Créateurs        | Division 1            | 18          | 8           | -               | -               | -                 | -                 | 18    | 8     |
| 2012                  | Onze Créateurs        | Division 1            | 24          | 12          | -               | -               | -                 | -                 | 24    | 12    |
| Sous-total            | Sous-total            | Sous-total            | 42          | 20          | -               | -               | -                 | -                 | 42    | 20    |
| 2012-2013             | AFAD Djékanou         | Ligue 1               | 18          | 10          | -               | -               | -                 | -                 | 18    | 10    |
| 2013-2014             | RS Berkane            | Botola                | 25          | 8           | -               | -               | -                 | -                 | 25    | 8     |
| 2015-2016             | Al Nasr Salalah       | Professional League   | 17          | 8           | 4               | 3               | -                 | -                 | 21    | 11    |
| 2016-2017             | FC Fredericia         | 1. Division           | 20          | 2           | 1               | 0               | -                 | -                 | 21    | 2     |
| 2017-2018             | Le Mans FC            | National 2            | 28          | 16          | 2               | 1               | -                 | -                 | 30    | 17    |
| 2018-2019             | Le Mans FC            | National              | 34          | 4           | 5               | 1               | -                 | -                 | 39    | 5     |
| Sous-total            | Sous-total            | Sous-total            | 62          | 20          | 7               | 2               | -                 | -                 | 69    | 22    |
| 2019-2020             | Al-Shoalah            | Première Division     | 33          | 16          | 2               | 0               | -                 | -                 | 35    | 16    |
| 2020-2021             | Al-Bukiryah (en)      | Première Division     | -           | -           | -               | -               | -                 | -                 | 0     | 0     |
| Total sur la carrière | Total sur la carrière | Total sur la carrière | 62          | 20          | 7               | 2               | -                 | -                 | 69    | 22    |

## Palmarès
- Al Nasr Salalah
  - Vainqueur de la Coupe de la Ligue omanaise (en) en 2016 (en)

- Le Mans FC
  - Championnat de France de National 2 (Groupe D) en 2018